# 格拉尼亚格
格拉尼亚格（法語：Gragnague，法語發音：[ɡʁaɲaɡ]）是法国上加龙省的一个市镇，属于图卢兹区。

## 地理
格拉尼亚格（43°40'57"N, 1°34'59"E）面积13.04 平方千米，位于法国奧克西塔尼大區上加龙省，该省份为法国西南部内陆省份，西南端与西班牙接壤，自此顺时针与上比利牛斯省、热尔省、塔恩-加龙省、塔恩省、奥德省和阿列日省接壤。
与格拉尼亚格接壤的市镇（或旧市镇、城区）包括：蒙塔斯特吕克-拉孔塞耶尔、博皮、邦勒波里凯、卡斯泰尔莫鲁、加里代什、拉瓦莱特、圣让莱尔姆、圣马塞尔-波莱勒。

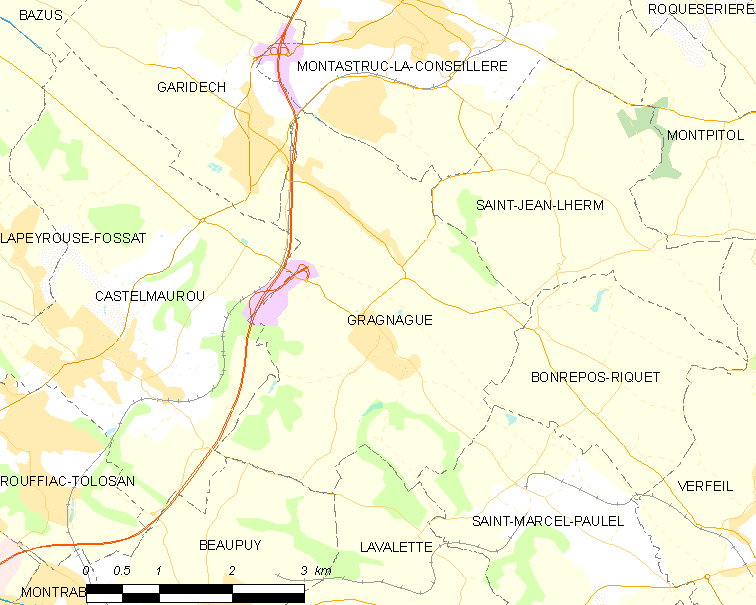
格拉尼亚格的OSM定位图

格拉尼亚格的时区为UTC+01:00、UTC+02:00（夏令时）。

## 行政
格拉尼亚格的邮政编码为31380，INSEE市镇编码为31228。

## 政治
格拉尼亚格所属的省级选区为佩什博尼约县。

## 人口

1962-2008年间格拉尼亚格人口变化图示

格拉尼亚格于2022年1月1日时的人口数量为2428人。

## 图集

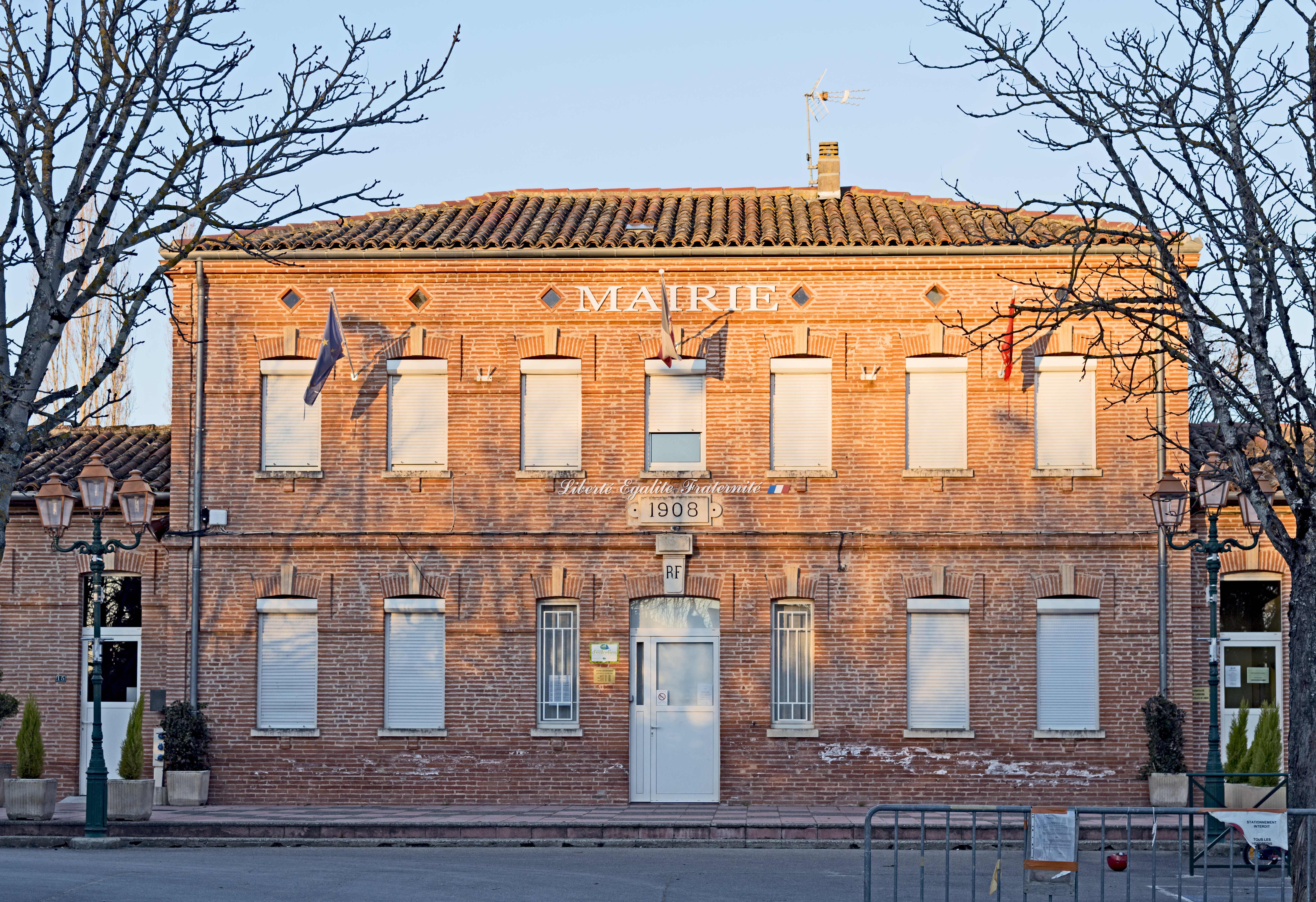
市政厅
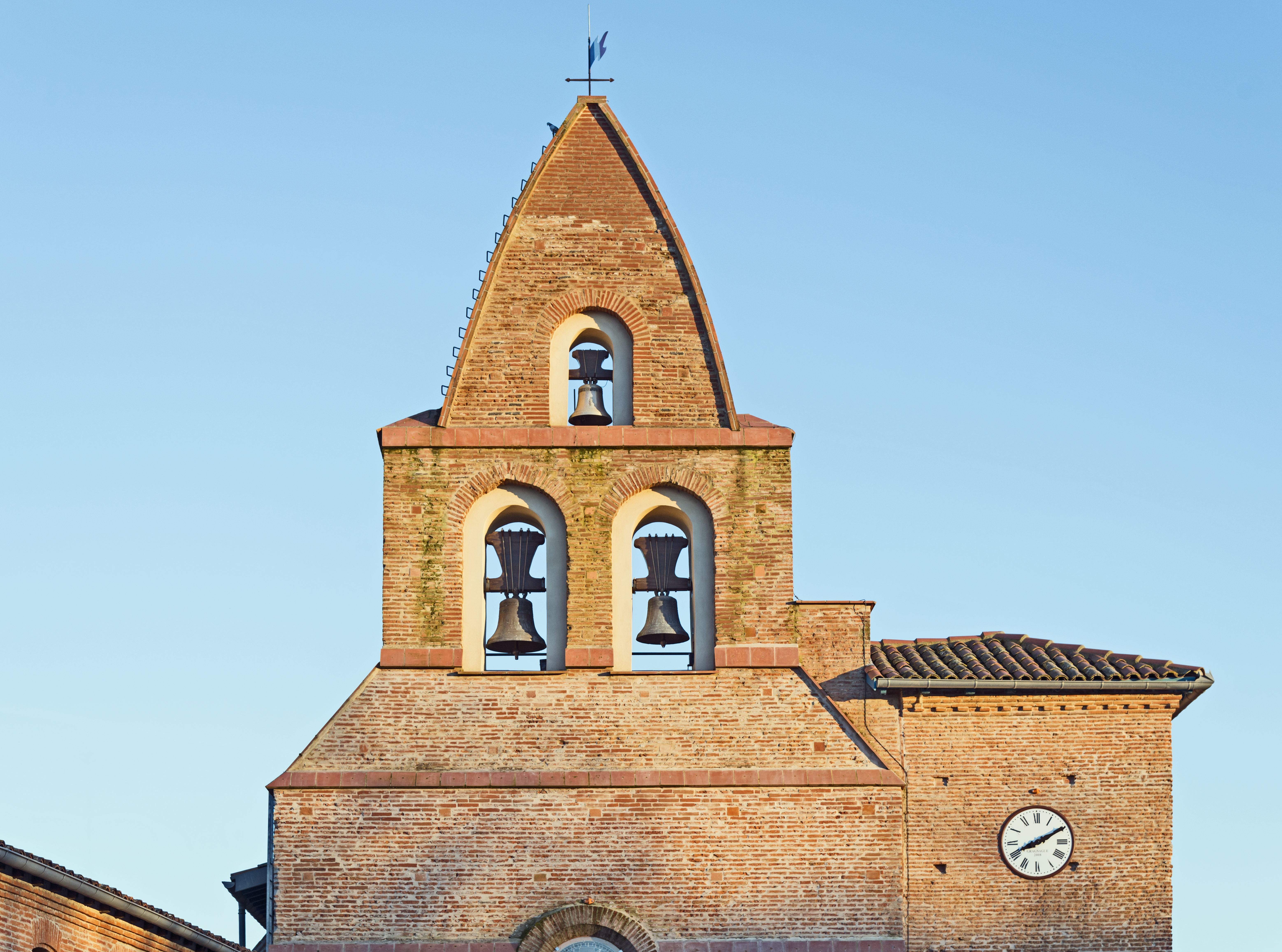
教堂
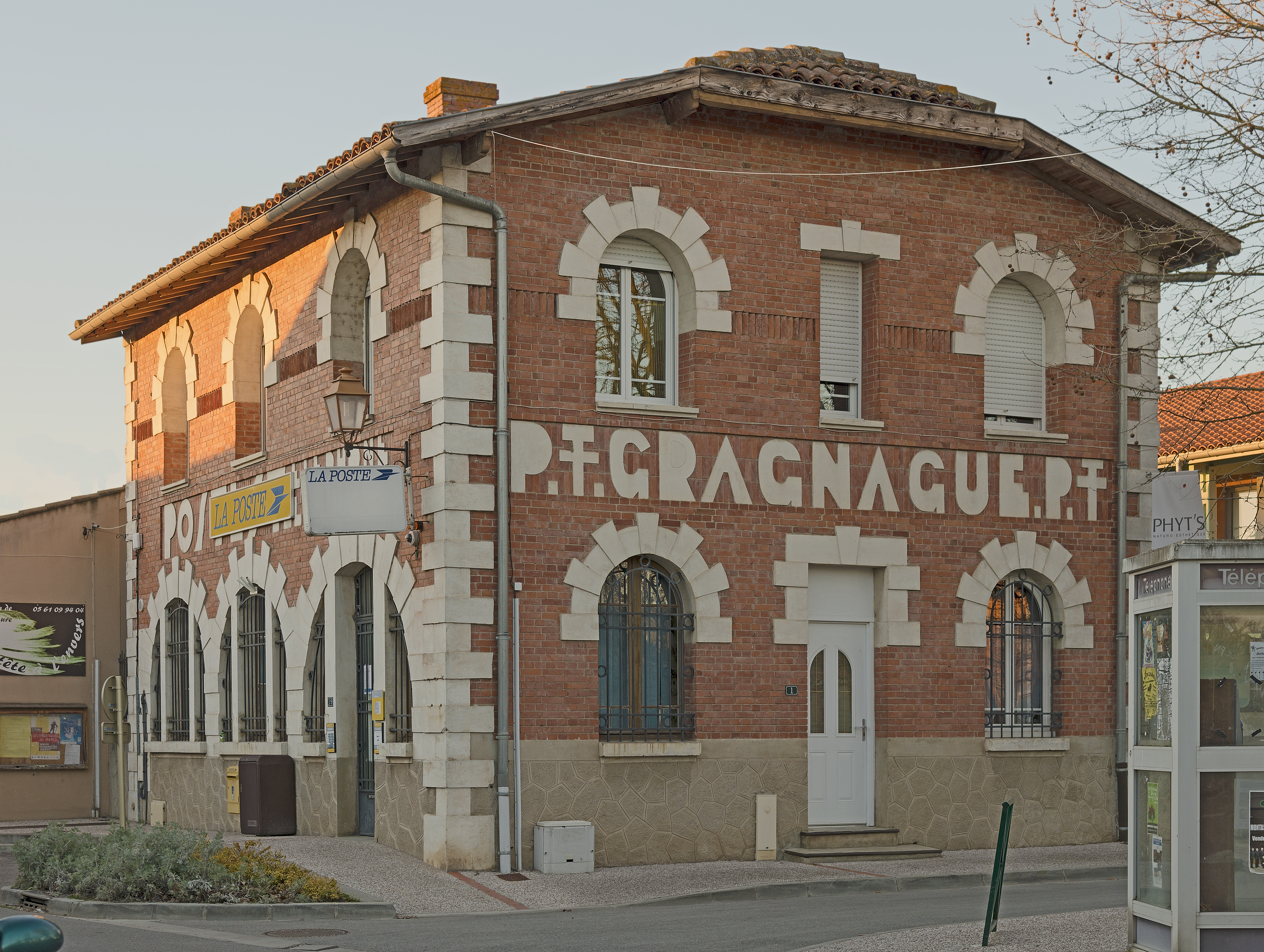
邮局